# Liste der Kulturdenkmäler in der Gesamtanlage Ederweg
Die folgende Liste enthält die in der Denkmaltopographie ausgewiesenen Kulturdenkmäler auf dem Gebiet des Ortsteils Bad Wilhelmshöhe der  Stadt Kassel, Hessen.
Hinweis: Die Reihenfolge der Denkmäler in dieser Liste orientiert sich an der Anschrift, alternativ ist sie auch nach der Bezeichnung oder der Bauzeit sortierbar.
Kulturdenkmäler werden fortlaufend im Denkmalverzeichnis des Landes Hessen durch das Landesamt für Denkmalpflege Hessen auf Basis des Hessischen Denkmalschutzgesetzes (HDSchG) geführt. Die Schutzwürdigkeit eines Kulturdenkmals hängt nicht von der Eintragung in das Denkmalverzeichnis des Landes Hessen oder der Veröffentlichung in der Denkmaltopographie ab.

Die Liste der Kulturdenkmäler in der Gesamtanlage Ederweg ist eine Teilliste der Liste der Kulturdenkmäler in Bad Wilhelmshöhe und enthält die Kulturdenkmale, der als „Ederweg“ bezeichneten Gesamtanlage im Stadtteil Bad Wilhelmshöhe, die in der vom Landesamt für Denkmalpflege Hessen 2009 herausgegebenen Denkmaltopographie der Stadt Kassel, Band III veröffentlicht wurden. 

## Legende
- Bezeichnung: Nennt den Namen, die Bezeichnung oder die Art des Kulturdenkmals.
- Lage: Nennt den Straßennamen und wenn vorhanden die Hausnummer des Kulturdenkmals. Die Grundsortierung der Liste erfolgt nach dieser Adresse. Der Link „Karte“ führt zu verschiedenen Kartendarstellungen und nennt die Koordinaten des Kulturdenkmals.
- Beschreibung: Nennt bauliche und geschichtliche Einzelheiten des Kulturdenkmals, vorzugsweise die Denkmaleigenschaften. In Klammern sollte die Begründung des Denkmalwertes abgekürzt angegeben werden: g = geschichtlich, k = künstlerisch, s = städtebaulich, t = technisch, w = wissenschaftlich.
- Bauzeit: Gibt die Datierung an; das Jahr der Fertigstellung bzw. den Zeitraum der Errichtung. Eine Sortierung nach Jahr ist möglich.

### Gesamtanlage Ederweg
| Bild            | Bezeichnung | Lage               | Beschreibung                    | Bauzeit | Daten |
| --------------- | ----------- | ------------------ | ------------------------------- | ------- | ----- |
| Bild gesucht BW |             | Ederweg 9 Lage     |                                 |         |       |
| Bild gesucht BW |             | Ederweg 11 Lage    |                                 |         |       |
| Bild gesucht BW |             | Heideweg 29 Lage   | (nur als Teil der Gesamtanlage) |         |       |
| Bild gesucht BW |             | Heideweg 31 Lage   | (nur als Teil der Gesamtanlage) |         |       |
|                 |             | Heideweg 33 Lage   | (nur als Teil der Gesamtanlage) |         |       |
|                 |             | Heideweg 35 Lage   | (nur als Teil der Gesamtanlage) |         |       |
|                 |             | Heideweg 37 Lage   | (nur als Teil der Gesamtanlage) |         |       |
| Bild gesucht BW |             | Lahnweg 18 Lage    | (nur als Teil der Gesamtanlage) |         |       |
| Bild gesucht BW |             | Lahnweg 18a Lage   | (nur als Teil der Gesamtanlage) |         |       |
|                 |             | Moselweg 19 Lage   | (nur als Teil der Gesamtanlage) |         |       |
| Bild gesucht BW |             | Moselweg 20 Lage   | (nur als Teil der Gesamtanlage) |         |       |
|                 |             | Moselweg 21 Lage   | (nur als Teil der Gesamtanlage) |         |       |
| Bild gesucht BW |             | Moselweg 22 Lage   | (nur als Teil der Gesamtanlage) |         |       |
|                 |             | Moselweg 23 Lage   | (nur als Teil der Gesamtanlage) |         |       |
| Bild gesucht BW |             | Moselweg 24 Lage   | (nur als Teil der Gesamtanlage) |         |       |
|                 |             | Moselweg 25 Lage   | (nur als Teil der Gesamtanlage) |         |       |
| Bild gesucht BW |             | Moselweg 26 Lage   | (nur als Teil der Gesamtanlage) |         |       |
| Bild gesucht BW |             | Moselweg 26a Lage  | (nur als Teil der Gesamtanlage) |         |       |
| Bild gesucht BW |             | Moselweg 26b Lage  | (nur als Teil der Gesamtanlage) |         |       |
| Bild gesucht BW |             | Neckarweg 18 Lage  | (nur als Teil der Gesamtanlage) |         |       |
| Bild gesucht BW |             | Neckarweg 19 Lage  | (nur als Teil der Gesamtanlage) |         |       |
| Bild gesucht BW |             | Neckarweg 20 Lage  | (nur als Teil der Gesamtanlage) |         |       |
| Bild gesucht BW |             | Neckarweg 21 Lage  | (nur als Teil der Gesamtanlage) |         |       |
| Bild gesucht BW |             | Neckarweg 22 Lage  | (nur als Teil der Gesamtanlage) |         |       |
| Bild gesucht BW |             | Neckarweg 22a Lage | (nur als Teil der Gesamtanlage) |         |       |
| Bild gesucht BW |             | Neckarweg 23 Lage  | (nur als Teil der Gesamtanlage) |         |       |